# Indonesische Eishockeynationalmannschaft
Die indonesische Eishockeynationalmannschaft der Herren wird indonesischen Eishockeyverband Federasi Hoki Es Indonesia (FHEI) geführt. Sie nimmt seit 2017 an offiziellen internationalen Wettbewerben teil.

## Geschichte
Im Mai 2016 wurde der FHEI als assoziiertes Mitglied in die IIHF aufgenommen. Die Nationalmannschaft spielte erstmals am 19. Februar 2017 gegen die Jakarta Dragons und gewann 2:1. Noch im Februar desselben Jahres trat man erstmals bei einem internationalen Wettbewerb, den Winterasienspielen an. Dort, wie bei den Südostasienspielen im August 2017 verlor man alle Spiele und wurde jeweils Letzter. 
2018 nahm man erstmals am IIHF Challenge Cup of Asia teil und konnte nach zwei Siegen gegen Indien den 3. und damit vorletzten Platz der Division I erringen. Die erste WM-Teilnahme folgte bei der Weltmeisterschaft der Division IV 2023, als der vierte und damit letzte Platz belegt wurde.

## Platzierungen

### Eishockey-Weltmeisterschaft
- 2023: 4. Platz, Division IV
- 2024: 3. Platz, Division IV
- 2025: 4. Platz, Division IV

### Winter-Asienspiele
- 2017: 18. Platz (8. Division II)

### IIHF Challenge Cup of Asia
- 2018: 8. Platz (3. Division I)
- 2019: 5. Platz

### Südostasienspiele
- 2017: 5. Platz
- 2019: 5. Platz